# Sträck ut din hand (canción)
«Sträck ut din hand» («Extiende tu mano») es una canción de vispop sueca de Lasse Berghagen. El grupo de música Kelleys grabado la canción en 1994 en su álbum Dansmix 3. En 1995 Berghagen grabado la canción en su álbum Sträck ut din hand, también como sencillo.
Según Berghagen, la canción dice que "du är inte ensam på den här planeten, du måste dela med dig och sträcka ut din hand, det är alltid någon som behöver den" ("no eres solo en esta planeta, tienes que compartir con ti y extiendir tu mano, siempre hay alguien que necesita la").
Sträck ut din hand es una canción de "allsång" ("canta con nosotros") al concierto Allsång på Skansen. El 26 de julio de 2011 cantaron la canción en Skansen por las personas que murieron en los atentados en Noruega.